# Деотерия
Деотерия (лат. Deoteria или Deuteria; около 505 — после 540) — первая жена короля франков Теодеберта I, единственного сына короля Австразии Теодориха I. Стала супругой Теодеберта около 533 года, несмотря на то, что он уже был помолвлен с Визигардой, дочерью короля лангобардов Вахо и Аустригузы (Остроготы).

## Биография
Вероятнее всего, Деотерия родилась около 505 года, и для объяснения этой точки зрения в исторических источниках указываются две причины. С одной стороны, ко времени её встречи с Теодебертом I (в 532 или 533 году), она должна была быть ещё сравнительно молодой, чтобы оказать достаточно сильное обаяние на него. С другой же стороны, будучи уже замужем за ним (в 534 или 535 году), она должна была иметь дочь-подростка от первого брака, в которой она видела свою возможную соперницу, и которая, вероятно, родилась около 520 или 522 года.
О том, кто были родители Деотерии, в исторических источниках того времени ничего не сообщается, но высказывается предположение, что она была родом из небогатой аристократической галло-римской семьи.
В начале 530-х годов между франками и вестготами начались военные действия.
Поводом к войне послужило то обстоятельство, что вестготы после смерти Хлодвига I постепенно смогли отвоевать часть потерянных ими территорий в войне 507—509 годов, в ходе которой франки под предводительством последнего смогли значительно расширить свою территорию на юг Галлии. В 532 году франкские короли Теодорих I и Хлотарь I послали своих старших сыновей Теодеберта и Гунтара, чтобы вернуть утраченные земли. Гунтар дошёл до Родеза и, неизвестно почему, повернул обратно. Теодеберт же, заняв город Лодев, продвинулся до самого Безье и захватил его округу. Во время осады небольшого городка Кабриер (лат. Capraria, букв. «Козий») Теодеберт отправил послов с требованием о сдаче его местными жителями, в противном случае грозя предать огню все окрестности, а всех оставшихся в живых взять в плен. Чтобы избежать конфликта с франками, некая деловая и умная женщина по имени Деотерия выдала письмо послам австразийцев, содержание которого сообщает историк Григорий Турский: «Никто не может, о благочестивейший господин, устоять против тебя. Мы признаем в тебе нашего повелителя. Приходи и делай то, что твоей душе будет угодно.» Войдя в Кабриер с миром и увидев, что народ ему покорился, Теодоберт не причинил там никакого вреда. Деотерия вышла к нему навстречу, а он, пленившись её красотой, стал с ней сожительствовать, несмотря на то, что ещё в том же 532 году был просватан своим отцом за старшую дочь короля лангобардов Вахо Визигарду. Кстати, Деотерия уже была замужем и ко времени её встречи с Теодобертом успела стать вдовой (её муж ушёл из дома и скончался в городе Безье) и имела от этого брака единственную дочь.
В конце 533 года Теодеберт, находясь на юге Септимании, где вёл войну, получил сообщение, что его отец тяжело болен, и что если он не поспешит к нему, чтобы застать его в живых, то его дядья лишат его наследства и он никогда больше не сможет вернуться в Австразию. При этом известии Теодеберт отложил все дела и направился к отцу, оставив Деотерию с её дочерью от первого брака в Клермоне, но Теодорих I скончался не дождавшись приезда сына. Против Теодеберта поднялись Хильдеберт I и Хлотарь I, желая отнять у него королевство, но так как большая дружина Теодориха полностью перешла на сторону Теодеберта, сумевшего привлечь их богатыми дарами из королевской казны, оба брата потерпели неудачу. Теодеберт наследовал государство своего отца, а также получил свою долю при разделе бургундских земель Годомара II. Вступив в права наследования Теодеберт послал гонцов в Клермон за Деотерией, последняя же без раздумий отправилась в Австразию, за ней последовала и её дочь. Получив титул короля, Теодеберт женился на Деотерии, которая около 535 года подарила ему наследника Теодебальда, а позднее и дочь Бертоару, хотя у Григория Турского она не упоминается и многие современные историки сомневаются, что она была её матерью.
Приблизительно в 536 году Деотерия, считая, что её дочь от первого брака стала уже совсем взрослой и видя в ней возможную соперницу, забеспокоилась, как бы король не почувствовал к ней вожделения и не взял её себе в жёны, и сбросила её с моста около города Вердена, посадив в запряжённую дикими быками закрытую повозку. При падении с высоты повозка развалилась на части и её дочь утонула в волнах реки Маас.
Однако Деотерия была незнатного происхождения, что вызвало гнев знатных франков и, чтобы утихомирить их, по прошествии семи лет, приблизительно в 540 году, Теодеберт оставил её (по другим данным это произошло около 536 года сразу после того, как она погубила свою дочь). Этому решению Теодеберта способствовал также тот факт, что Деотерия была повинна в убийстве своей дочери от первого брака, к которой он был неравнодушен. Спустя некоторое время Теодеберт женился на Визигарде, с которой жил недолго, ибо она вскоре умерла, и он заключил брак с другой, неизвестной по имени женщиной. Однако с Деотерией он больше не жил.